# Midhurst
Midhurst est une petite ville du Sussex de l'Ouest dans le Sud de l'Angleterre, dans le Royaume-Uni. Elle est peuplée de 4 914 habitants en 2011,. À 32 kilomètres de la Manche, la ville est baignée par la rivière Rother.

## Histoire
À l'origine, Midhurst est un village saxon situé stratégiquement à l'intersection des axes est-ouest et nord-sud qui sont aujourd'hui les autoroutes A272 et A286.
Il y avait probablement un village à l'époque romaine.
Robert de Montgomery a fait construire un château (motte-and-bailey-castle) lors de l'invasion normande, pour protéger la traversée de la rivière Rother. Le site de St Ann's Hill est supposé avoir abrité un fort à l'âge du bronze

## Personnalités locales
- Richard Cobden, homme politique et figure de proue de la Anti-Corn Law League, né à proximité à Heyshott en 1804, a fréquenté l'école de Midhurst et a passé une grande partie de sa vie ensuite dans sa maison de famille à Heyshott, ferme de Dunford[5] ;
- Charles James Fox, député de Midhurst entre 1768 et 1774[6]
- Sir Alec Guinness, acteur britannique de cinéma et de théâtre est décédé à l'hôpital King Edward VII des suites d'un cancer à l'âge de 86 ans en 2000.[citation nécessaire] ;
- Henry VIII a visité Midhurst en 1538 et 1545, son fils Édouard VI, en 1554 et sa fille Elizabeth I en 1591[3] ;
- Vic Mitchell (1934-2021), auteur et éditeur, a vécu à Midhurst de 1964 jusqu'à sa mort[7] ;
- Anya Seton a séjourné à l'hôtel Spread Eagle, à la recherche d'inspiration pour son roman Green Darkness, situé dans l'Angleterre des Tudor et dans lequel Cowdray House, St. Ann's Hill et Spread Eagle figurent en bonne place[8] ;
- Hugh Pollard (en), aventurier, expert en armes à feu et agent secret, a pris sa retraite à Midhurst après la Seconde Guerre mondiale[9] ;
- H. G. Wells, essayiste et romancier, fut élève puis élève-enseignant à la Midhurst Grammar School en 1882 et 1883[10],[11]. Midhurst apparaît sous le nom de "Wimblehurst" dans plusieurs romans de Wells, comme Tono-Bungay.